# Assassin’s Creed: Revelations
Az Assassin's Creed: Revelations a Ubisoft Montreal által fejlesztett és a Ubisoft által kiadott játék. Közvetlen folytatása a 2010-es Brotherhoodnak. A Revelations a negyedik rész az Assassin’s Creed videójáték sorozatban.

## Játékmenet
A játékmenet alapjául a Brotherhoodban látott rendszer szolgál, de Ezio szabadfutás és harci képességei új funkciókkal bővültek. Desmond és az Asszaszin újoncok játékmenete szintén bővült, de a készítők interjúkban elárulták, hogy nem minden eredetileg tervezett újítást sikerült a játékba építeniük. A játék során a játékosnak küldetések sorain kell végigmennie, de szabadon kóborolhat is.

## Cselekmény
A játék ott folytatódik, ahol a Brotherhood befejeződött: a modern kori főhős, Desmond Miles kómába esett, miután a rejtett pengével leszúrta Lucyt. Hogy megmentsék Desmond tudatát, az Asszaszinok az Animus egy védett helyre küldték azt, az úgynevezett Fekete szobába. Desmond felébred, és találkozik a 16-os alannyal, aki előtte használta az Animust. Ő elmagyarázta Desmondnak, hogy az agya "töredezett", és csak úgy egyesítheti azt, ha eléri az úgynevezett Nexus szinkronizációt, vagyis amikor már semmi újat nem tudhat meg őseitől, és az Animus képessé válik elkülöníteni a három személy emlékeit.